# Günter Augustat
Günter Augustat (* 26. Mai 1938 in Dornap; † Dezember 2022 in Bad Füssing) war ein deutscher Fußballspieler, der zwischen 1956 und 1970 in der Oberliga bzw. der Regionalliga West für den Wuppertaler SV und Preußen Münster spielte.

## Karriere
Günter Augustat spielte bis 1950 für Einigkeit Dornap, anschließend in der Jugend der TSG Vohwinkel 80 und nach deren Fusion mit dem SSV 04 Wuppertal (1954) in der des Wuppertaler SV. Der gelernte Maschinenschlosser hatte schon frühzeitig über den Verein hinaus auf sich aufmerksam gemacht und stand im berühmten Notizbuch von Bundestrainer Sepp Herberger; als Jugendlicher hat er mehrere internationale Spiele für die westdeutsche Auswahl unter Trainer Dettmar Cramer bestritten. 1956 nahm er am Sichtungslehrgang des DFB für das UEFA-Juniorenturnier in Ungarn teil, wurde letztlich aber nicht berücksichtigt. Deswegen bekam er schon in jungen Jahren den Spitznamen „Fifa“.
Beim WSV wurde er bereits als 18-Jähriger in der Oberligaelf eingesetzt – mit einem anfänglichen Vertragsspielergehalt von 80 DM monatlich –, wo er an der Seite von Horst Szymaniak, Alfred Beck, Theo Kolkenbrock, Erich Haase, Erich Probst und anderen in den ersten Jahren meist als Innenstürmer auflief. Doch trotz der klangvollen Namen gelang den Bergischen 1956/57 lediglich ein Platz im Tabellenmittelfeld, und 1958 stiegen sie sogar in die 2. Liga ab, aus der der WSV erst 1962 in die höchste Spielklasse zurückkehrte. Ähnlich schwankend verlief Augustats Karriere, der an manchen Tagen dank seiner ausgeprägten Balltechnik zu großer Form auflief und seinen Gegenspieler „zum Statisten degradierte“ – besonders gerne trieb er mit großgewachsenen Mittelläufern wie dem Dortmunder Wolfgang Paul seinen Schabernack –, an anderen jedoch Trainer, Mitspieler und Anhänger ob seiner Eigensinnigkeit und Unbeherrschtheit zur Verzweiflung bringen konnte.
Der Respekt, den gegnerische Trainer Augustat gegenüber empfanden, drückte sich beispielsweise in der Anweisung von Adi Preißler an seinen Abwehrspieler Günther Klein aus, dem er vor den Ausscheidungsspielen zur Bundesliga-Aufstiegsrunde 1963/64 zwischen dem FK Pirmasens und dem WSV einschärfte: „Den Augustat verfolgst du bis zum Lokus!“ Zu seinen besten Spielen zählten die Auftritte unter Trainer „Zapf“ Gebhardt im DFB-Pokal 1963, dort insbesondere das 3:0 im Wiederholungsspiel gegen Hessen Kassel und die mit 0:1 verlorene Halbfinalpartie gegen den Hamburger SV. Legendär sind auch seine sechs Tore im Punktspiel gegen Schwarz-Weiß Essen im November 1963 (Endstand 6:1).
Bis 1966 blieb Günter Augustat beim WSV, der diese Regionalliga-Spielzeiten immer im oberen Tabellendrittel beendete, aber nicht in den Kampf um den Bundesliga-Aufstieg einzugreifen vermochte. Nachdem der Verein ihm keinen neuen Vertrag geben wollte, wechselte er zu Preußen Münster, wo er meist als Mittelfeldspieler eingesetzt wurde, während seiner ersten Saison unter anderem mit Erwin Kostedde in einer Elf stand und „sich beim SCP zum Publikumsliebling und Alleinunterhalter entwickeln sollte“. Der SC Preußen war allerdings in seinen vier dortigen Jahren – auch in der Saison 1967/68, als die „englische Torwartlegende“ Bert Trautmann die Mannschaft trainierte – nur Regionalliga-Mittelmaß. Aber „gegen den WSV war ich immer besonders motiviert“, sagte „Fifa“ Augustat später rückblickend. 1970 beendete er seine Karriere.
Insgesamt hat er für den WSV 41 Oberligaspiele bestritten und darin sieben Treffer erzielt; in der 2. Liga waren es 99 Spiele mit 24 Toren. In der Regionalliga stand er in 201 Begegnungen auf dem Rasen, in denen er 31 Tore schoss, davon 89/20 für Wuppertal und 112/11 für Münster. Später betrieb der vierfache Vater eine Versicherungsagentur. Er lebte dann lange in Wuppertal-Sonnborn, nicht weit vom Stadion am Zoo entfernt, das er allerdings seit vielen Jahren nicht mehr betreten hat. Unter anderem gemeinsam mit seinem ehemaligen Mitspieler Manfred Reichert hat er für die Senioren von Gold-Weiß Wuppertal regelmäßig den Tennisschläger geschwungen und stand 2010 in der DTB-Rangliste der Altersgruppe M70 noch unter den besten 1000 Spielern Deutschlands. Seine letzten Jahre verbrachte er gemeinsam mit seiner Frau in Bad Füssing, wo er, 84-jährig, wenige Tage vor Weihnachten 2022 starb.

## Nachweise und Anmerkungen
1. ↑  Nur Hardy Grüne, Lorenz Knieriem: Enzyklopädie des deutschen Ligafußballs. Band 8: Spielerlexikon 1890–1963. S. 14, schreiben seinen Vornamen „Günther“.
2. 1 2 3 4  Jürgen Eschmann: „Fifa Augustat drohte der Sturz in die Wupper“, in der WZ vom 4. Februar 2004
3. ↑  Osenberg, S. 118
4. 1 2  Homann, S. 64
5. ↑  Osenberg, S. 107 und 118; ähnlich im WZ-Artikel vom 4. Februar 2004
6. ↑  Osenberg, S. 107–109
7. ↑  Osenberg, S. 145; Homann, S. 64
8. ↑  Nöllenheidt, S. 92ff.
9. ↑  Hubert Dahlkamp/Dietrich Schulze-Marmeling: Preussen Münster. Fußball zwischen Filz und Fans. Die Werkstatt, Göttingen 1995, ISBN 3-89533-141-4, S. 123
10. ↑  Nöllenheidt, S. 98ff.
11. ↑  Hardy Grüne, Lorenz Knieriem: Enzyklopädie des deutschen Ligafußballs. Band 8: Spielerlexikon 1890–1963. S. 14, ergänzt aus Osenberg, S. 145, und Harald Landefeld, Achim Nöllenheidt (Hrsg.): Helmut, erzähl mich dat Tor... Neue Geschichten und Porträts aus der Oberliga West 1947–1963. Klartext, Essen 1993, ISBN 3-88474-043-1, S. 153; nur laut Nöllenheidt, S. 128, waren es in Münster sogar 113 Punktspiele.
12. ↑  Friedemann Bräuer: „Ein Dribbelkönig par excellence – mit dem Schuß Eigensinn“, in WSV-Treffpunkt, S. 11
13. ↑  DTB-Rangliste 2010 (Memento vom 22. September 2010 im Internet Archive) (PDF; 2,2 MB), dort auf S. 14, abgerufen am 30. April 2024.
14. ↑  Ex-WSV-Star „Fifa“ Augustat wird 80 vom 26. Mai 2018 bei wz.de
15. ↑  Nachruf Wuppertaler SV trauert um Günter „Fifa“ Augustat vom 22. Dezember 2022 bei wz.de (Artikel mit Bezahlschranke)

| Personendaten    | Personendaten            |
| ---------------- | ------------------------ |
| NAME             | Augustat, Günter         |
| KURZBESCHREIBUNG | deutscher Fußballspieler |
| GEBURTSDATUM     | 26. Mai 1938             |
| GEBURTSORT       | Dornap                   |
| STERBEDATUM      | Dezember 2022            |
| STERBEORT        | Bad Füssing              |